# Шабликіно (селище)
Шабликіно (рос. Шаблыкино) — смт у Шабликінському районі Орловської області Російської Федерації.
Населення становить 2754 особи. Входить до муніципального утворення міське поселення Шабликіно.

## Історія
Населений пункт розташований у межах Чорнозем'я та історичного Дикого Поля. Від 30 липня 1928 року у складі Брянського округу Західної області. Відтак, 13 червня 1934 року після ліквідації Центрально-Чорноземної області населений пункт увійшов до складу новоствореної Курської області.
Від 13 липня 1944 року в складі Орловської області.
Від 2013 року входить до муніципального утворення міське поселення Шабликіно.

## Населення
| 1939  | 1959  | 1970  | 1979  | 1989  | 2002  | 2009  |
| ----- | ----- | ----- | ----- | ----- | ----- | ----- |
| 1167  | ↗1181 | ↗1826 | ↗3518 | ↗4143 | ↘3900 | ↘3414 |
| 2010  | 2012  | 2013  | 2014  | 2015  | 2016  | 2017  |
| →3414 | ↘3247 | ↘3144 | ↘3043 | ↘2985 | ↗2989 | ↗3005 |
| 2018  |       |       |       |       |       |       |
| ↘2998 |       |       |       |       |       |       |